# Radduscher Buschmühle

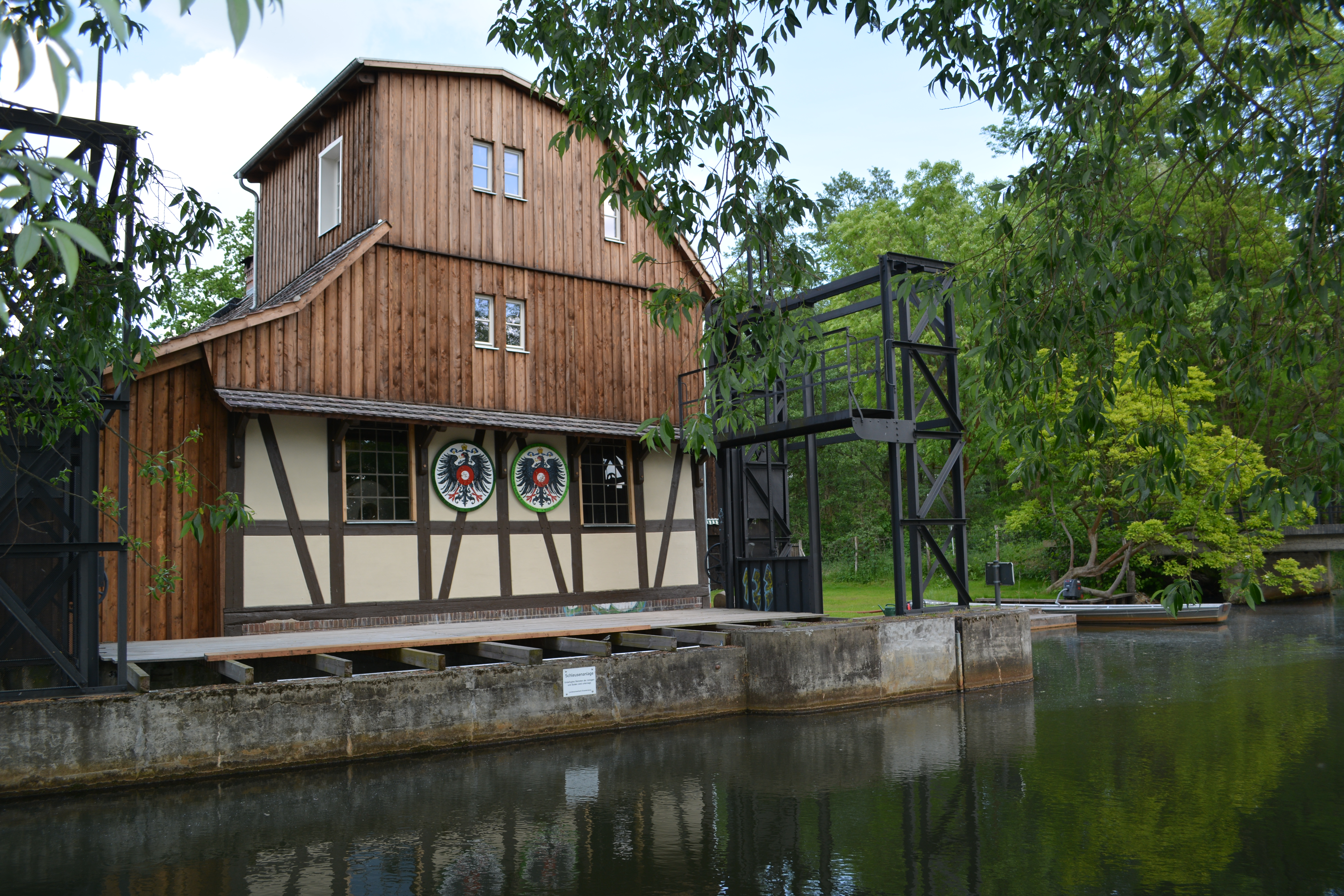
Buschmühle im Mai 2016

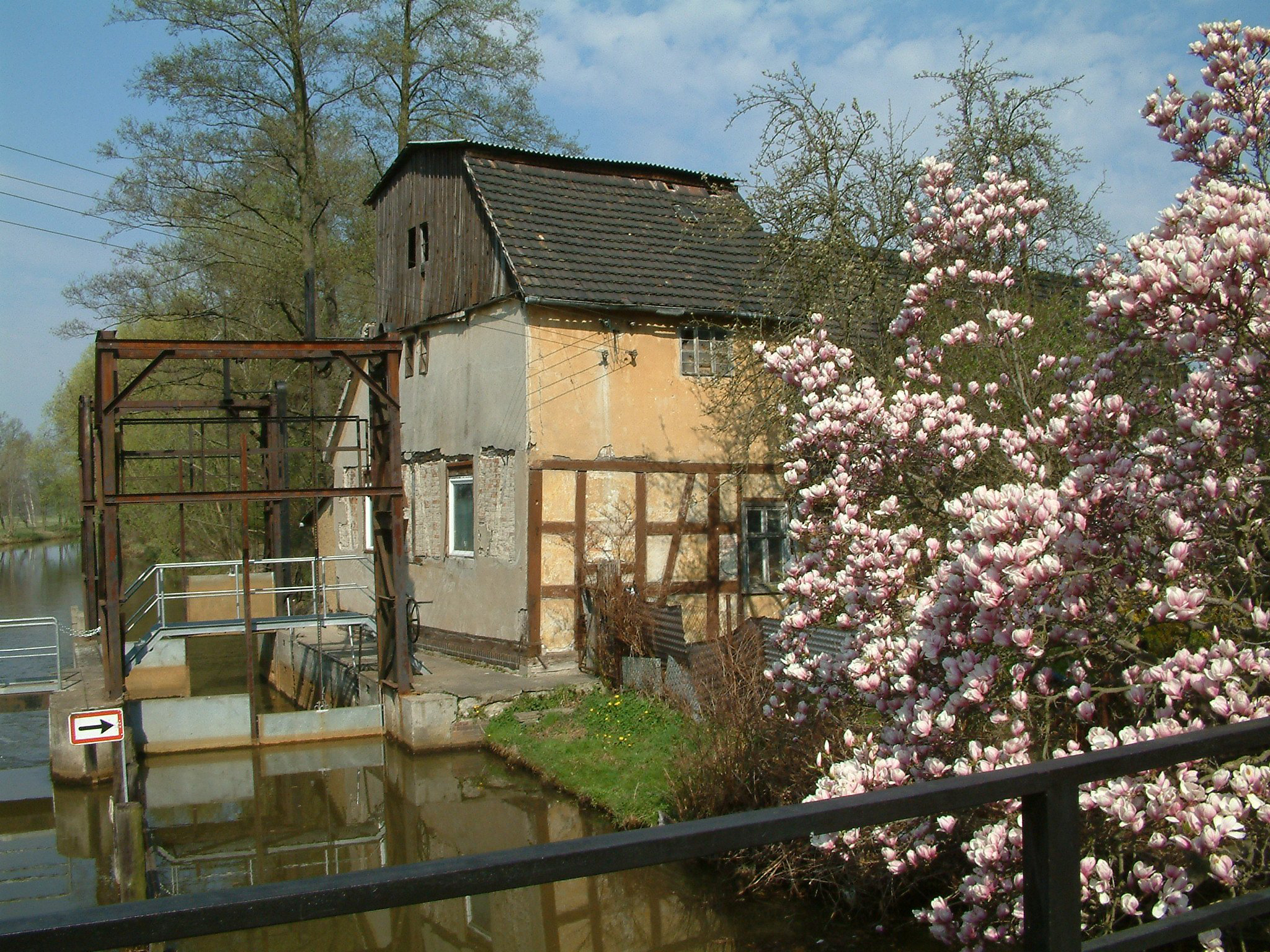
Radduscher Buschmühle, 2003

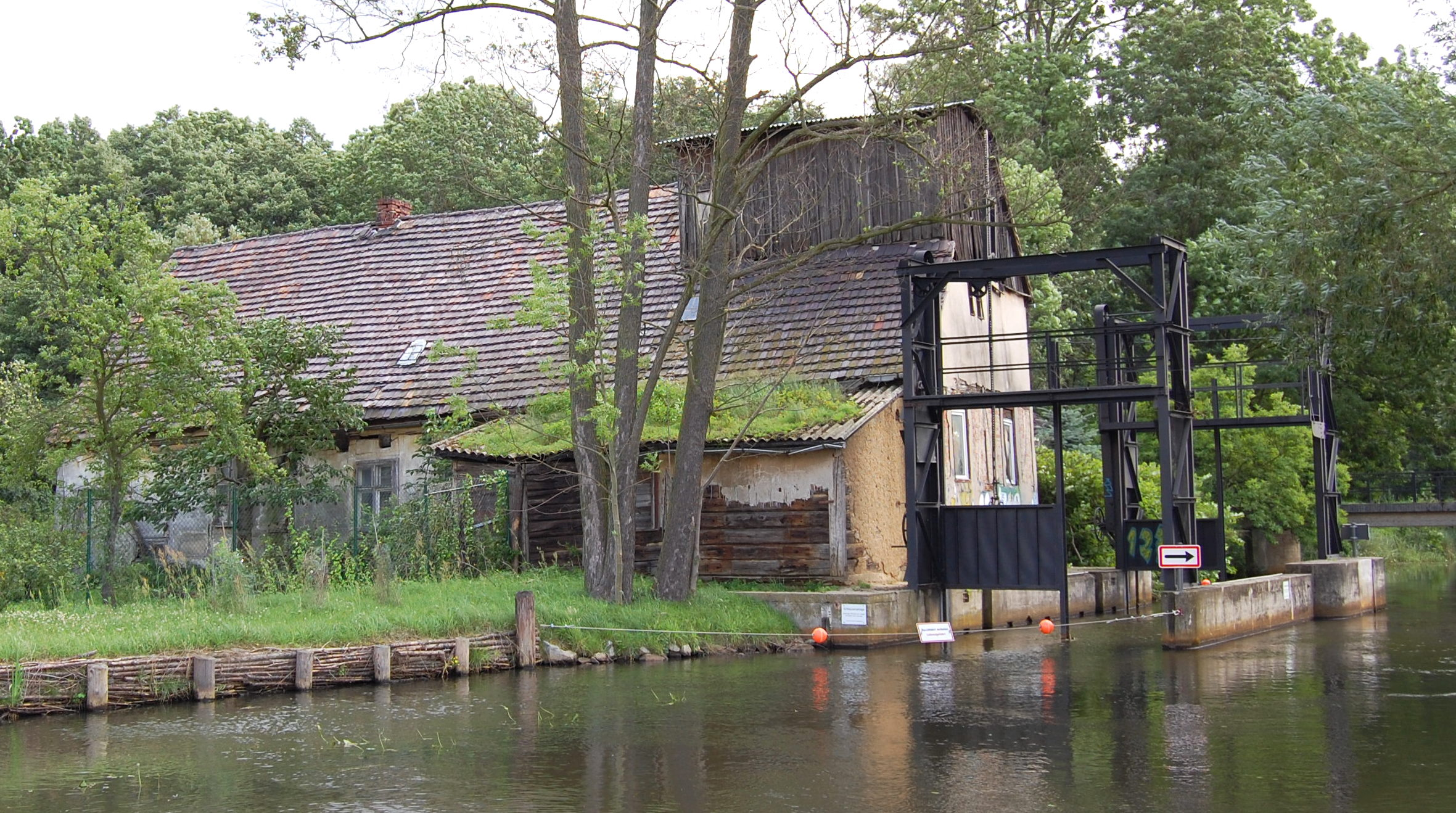
Blick von Westen

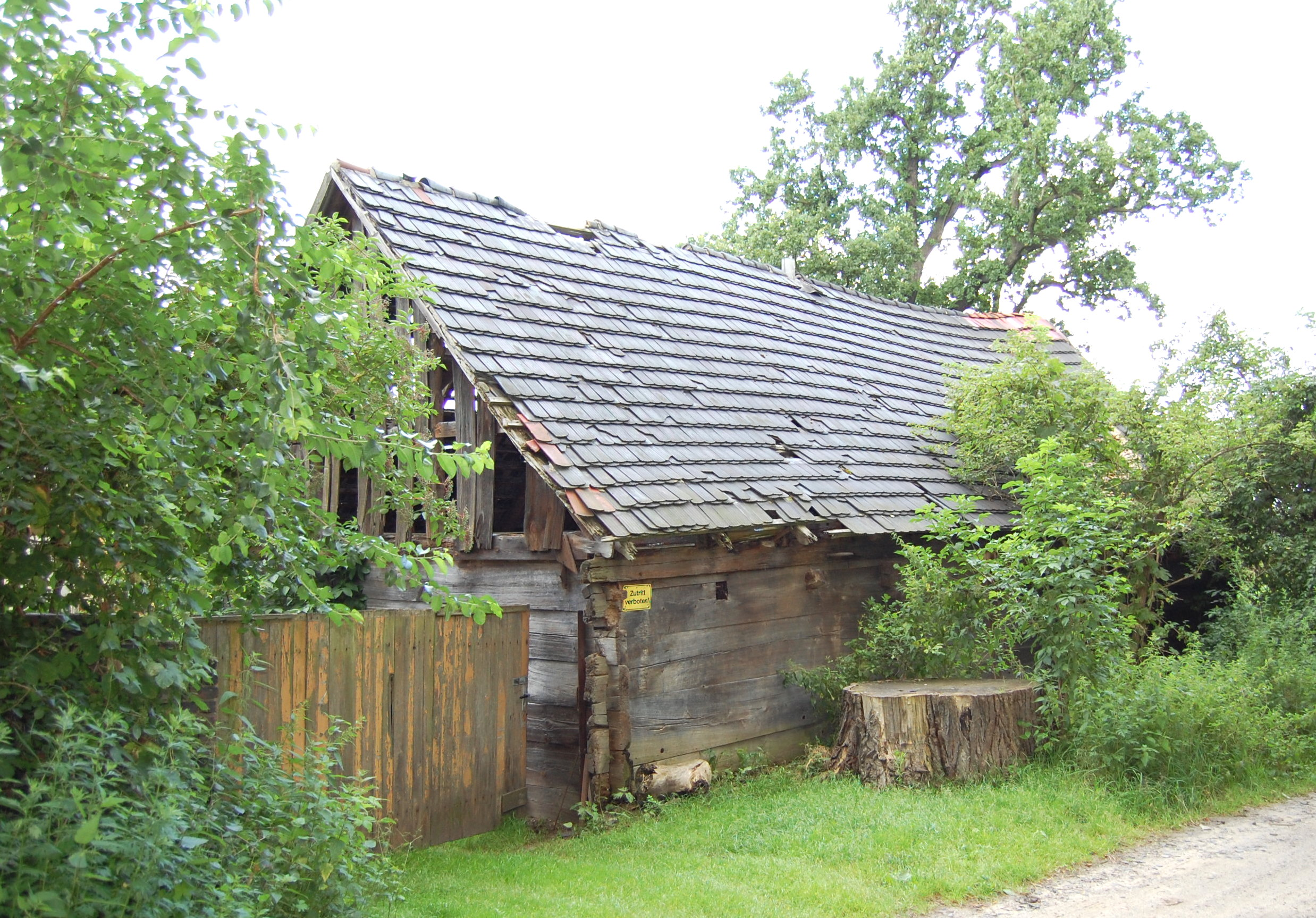
Stall

Die Radduscher Buschmühle, niedersorbisch Radušański Młyn, ist eine ehemalige Wassermühle und ein Wohnplatz im zur Stadt Vetschau/Spreewald gehörenden Dorf Raddusch im Spreewald.

## Lage
Die unter Denkmalschutz stehende Mühle liegt am Südrand des Spreewalds, etwa zwei Kilometer nördlich des Ortskerns von Raddusch am Südumfluter, der hier auch Leineweberfließ und im Abschnitt bei Raddusch Grobla (niedersorbisch für „Graben“) genannt wird. Direkt an der Mühle vorbei führt der Gurkenradweg von Raddusch zur Dubkow-Mühle. Die Mühle ist nicht mehr in Betrieb.

## Geschichte
Im Jahr 1777 wurde die Buschmühle auf Eichenpfählen gebaut und diente als Korn- und Ölmühle. Die Mühle war, wie andere Einrichtungen und Dörfer im Spreewald auch, nur auf dem Wasserweg zu erreichen. Bis 1810 bestand im Spreewald ein Mahlzwang, der den Bauern vorschrieb, welche Mühle sie zu nutzen hatten. Die Bauern lieferten ihr Getreide an und warteten auf das Mehl. Die Mühle besaß Schankrecht. Die Bezahlung der Mahlleistung erfolgte durch die Metze, dem Sechzehntel des gemahlenen Mehls. 1850 wurde direkt an der Mühle ein hölzernes Wehr gebaut und eine Möglichkeit zum Schleusen von Kähnen geschaffen. Bis zum Jahr 1880 gehörte die Buschmühle der Familie Krüger. 1886 wurde das Mühlengebäude umgebaut. Das Haus entstand als massiver Bau. Statt des bisherigen Schilfdachs wurde ein Ziegeldach aufgesetzt. Ernst Ludwig Heinze kaufte im April 1894 die Mühle von einer Familie Stoyan. Der abergläubische Müller Stoyan soll die Mühle wegen eines Spuks verkauft haben. Heinze deckte als Ursache des Spuks einen Radduscher Bauern auf, der seinen Knecht zur Mühle schickte, um dort Nachts zu poltern. Den zugezogenen Familien Stoyan und später Heinze sollte damit das Leben schwer gemacht werden.
Im Jahr 1900 wurde die Herstellung von Leinöl eingestellt. Im gleichen Jahr pflanzte Anna Heinze an der Mühle eine Magnolie, die zu einer lokalen Bekanntheit wurde. Die Kunden der Mühle kamen vor allem aus Raddusch und Burg-Kolonie. Seit der Einstellung der benachbarten Dubkow-Mühle im Jahr 1919 kamen sie auch aus Leipe. 1931 erfolgten größere Umbauten. Da dem Müller das Staurecht entzogen wurde, rüstete er die Mühle vom Wasserantrieb auf einen Deutz-Dieselmotor um. Auch das alte Mahlwerk wurde ausgebaut. Durch die Firma Tristedt aus Lübbenau fand eine Aufstockung des Mahlhauses statt. Die Müllerskinder gingen in Raddusch zur Schule, wo sie zu Fuß hingelangten. Ein schwerer Schicksalsschlag traf die Müllersfamilie, als der anderthalbjährige Enkel des Müllers, während der Müller aufpassen sollte, in der Grobla ertrank.
Im Jahr 1935 übernahm Rudolf Heinze die Mühle von seinem Vater Ludwig Heinze. Erst 1935 endete dann auch die Zeit der Mühle ohne Anschluss an das normale Straßennetz. Gebaut durch den Reichsarbeitsdienst entstand ein Weg nach Raddusch. 1944 verlor die Mühle das bis dahin noch bestehende Schankrecht. Zum Ende des Zweiten Weltkriegs sammelten sich viele Flüchtlinge im Umfeld der Mühle, um im unwegsamen Inneren des Spreewaldes den Kampfhandlungen zu entgehen. Auch Angehörige der Heinzes aus Frankfurt am Main waren vor den Bombenangriffen in die Abgeschiedenheit der Mühle geflohen. In den letzten Kriegstagen war ein sowjetischer Offizier etwa eine Woche in der Mühle einquartiert.
Schwere Hochwasser sind aus den Jahren 1926/27, 1930, 1932, 1939/40 und 1956 überliefert.
Am 1. Mai 1952 stellte die Mühle ihren Mahlbetrieb offiziell ein. Für den Eigenbedarf der Familie wurde jedoch noch bis 1999 gemahlen. Die Mühle diente nun nur noch als Wohnhaus und bekam 1955 Stromanschluss. Im gleichen Jahr wurde die direkt an der Mühle befindliche Brücke über den Südumfluter erneuert. 1977 zog Rudolf Heinze, der letzte Müller, aus der Mühle aus. Seitdem verfiel die Anlage. Im Jahr 2007 wurde eine neue Schleuse errichtet. Von 2013 bis 2015 wurde das Gebäude saniert.
Um die Mühle ranken sich mehrere Sagen und Geschichten. Bekannt ist die Sage Das Glück des armen Buschmühlenbesitzers, in der der Buschmüller mit Gold beschenkt wird.